# Basztino (obwód Kyrdżali)
Basztino (bułg. Бащино) – wieś w południowej Bułgarii, w obwodzie Kyrdżali, w gminie Kyrdżali. Według danych Narodowego Instytutu Statystycznego, 31 grudnia 2011 roku wieś liczyła 233 mieszkańców.